# 이정국 (1963년)
이정국(李正國, 1963년 1월 26일 ~ )은 전라남도 신안에서 태어난 대한민국의 정치인이다.

## 경력
- 1983년 세무대학 총학생회장
- 1984년 ~ 1992년 국세청 등 근무
- (전) 민주당 당무위원
- (전) 민주당 당무위원
- (전) 새정치국민회의 당무위원
- (전) 새천년민주당 당무위원
- (전) 열린우리당 당무위원
- (전) 대통합민주신당 당무위원
- (전) 민주통합당 당무위원
- (전) 민주당 당무위원
- (전) 통합민주당 당무위원
- (전) 민주당 당무위원
- (전) 새정치민주연합 당무위원
- (현) 더불어민주당 당무위원
- (전) 한국재정정책학회 부의장
- (현) 가천대학교 경제학과 겸임교수
- (주) 두요감정평가법인 대표이사

## 학력
- 목포고등학교 졸업
- 세무대학 내국세학과 전문학사
- 한국방송통신대학교 법학과 학사
- 고려대학교 정책대학원 경제학 석사
- 경원대학교 대학원 경제학 박사

## 역대 선거 결과
|  | 42.59% |

|  | 35.22% |

|  | 45.03% |

|  | 39.51% |